# 马洛·柯里根与太空牛仔
馬洛·柯里根與太空牛仔（英語：Malo Korrigan and the Space Tracers，法語：Malo Korrigan et les Traceurs de l'espace），簡稱馬洛·柯里根（英語：Malo Korrigan，法語：Malo Korrigan）是一部26集的法國電視動畫，由Futurikon的Arthur Qwak與Norman J. LeBlanc創作。該劇於2002年首次以法語播出，其後在英國、加拿大、俄羅斯、中國等地陸續播出。

## 主要角色
馬洛·柯里根(Malo Korrigan)
配音： Alain Zouvi（法語）；泰倫斯·斯卡梅爾（英語）
是一位沉默寡言但極具天賦的飛行員，馬洛·科里根是聯盟艦隊中最好的飛行員之一。因為反對上級的意見而被長期流放，他出獄後加入了追踪者。就像所有的獨立飛行員一樣，他是自由的捍衛者，冒險家以及走私犯，為出價最高的人提供自己的服務，在聯盟邊界執行危險的任務。
喬納斯·裴廓德
配音演員：安德烈·蒙特默倫西（法語）瑞克·瓊斯（英語）
這位經驗豐富的太空領航員脾氣暴躁，但慷慨勇敢，喜歡搖滾樂，且是一個diy的天才。由於他有靈活的假肢，他幾乎可以修復任何東西。因此，他成為了星公爵號的工程師。唯一的問題是喬納斯在廚師這一職位上卻遠遠不夠成功。
西亞娜巴赫拉
配音： Manon Arsenault（法語）；埃莉諾·諾布爾（英語）
是名副其實的外星公主，也是聯邦太空航行學院的年輕畢業生，但賽娜選擇了成為獵空隊的一名飛行員。賽娜受馬洛·柯里根僱傭，是一名專業的戰士並且非常聰明，即使她並不總是像所有獵空者一樣理解叛逆者的心態，但也願意與她所看到的不公正作鬥爭。
亞戈·卡查里亞斯
配音： Luis de Cespedes（法語；英語）
卡查里亞斯 是一個無所顧忌的人，是財團的主要追隨者。他殘忍無情，是一個沒有同情心的真正掠食者，負責最骯髒的行動。卡查里亞斯  聰明且危險，不接受獵空者的失敗，尤其是 馬洛·柯里根。

## 外部鏈接
- 官方网站
- 互联网电影数据库（IMDb）上《马洛·柯里根与太空牛仔》的资料（英文）
- 豆瓣电影上《马洛·柯里根与太空牛仔》的資料 （简体中文）